# Arushalärka
Arushalärka (Chersomanes beesleyi) är en fågel i familjen lärkor inom ordningen tättingar.

## Utseende och läte
Arushalärkan är en upprätt lärka med en kort nedåtböjd näbb och en diagnostisk kort stjärt med vit spets. Ovansidan är mörk och fjällig. Undertill är strupe och ögonbrynsstreck blekare än den varmbruna öronfläcken och den beigefärgade undersidan. Bland lätena hörs en karakteristiskt darrande drill och andra mjuka kontaktljud.

## Utbredning och systematik
Arten återfinns enbart i norra Tanzania, i ett område strax norr om Mount Meru. Den behandlas som monotypisk, det vill säga att den inte delas in i några underarter. Vissa inkluderar den som en del av sporrlärkan.

## Levnadssätt
Arushalärkan hittas i trädlösa slätter med kortväxt gräs. Den är en social fågel som ses i smågrupper om tre till sex fåglar, födosökande efter ryggradslösa djur och frön. Fågeln flyger lågt och endast korta sträckor för att plötsligt falla till marken.

## Status
Internationella naturvårdsunionen IUCN behandlar inte arushalärkan som egen art, varför dess hotstatus inte bedömts.

## Namn
Fågelns vetenskapliga artnamn beesleyi hedrar John S. S. Beesley, en brittisk ornitolog född 1925 verksam som forskningsledare i fågelpest i Tanzania och Botswana 1956-1984. Arusha är en region och stad i nordöstra Tanzania där fågeln förekommer.